# 174-та зенітна ракетна бригада (Україна)
174-та зенітна ракетна бригада (174 ЗРБр, в/ч А3009) — з'єднання зенітних ракетних військ Повітряних Сил України, яке існувало у 1992—2014 роках.
Під час російського вторгнення до Криму у березні 2014 року бригада була захоплена.

## Історія
Після розпаду СРСР у 1992 році, 174-та зенітна ракетна бригада Радянської армії перейшла під юрисдикцію України. На базі особового складу, який склав присягу на вірність українському народу, була утворена частина Збройних сил України.
1 квітня 2004 року бригада була переформована у 174-й зенітний ракетний полк.
Від грудня 2013 року полк було повторно розгорнуто у бригаду.

### Російське вторгнення до Криму
У березні 2014 року частина була захоплена російськими військами. За даними прокуратури України, підполковник Бахур О.Г. (начальник штабу бригади) і майор Стоцький Олексій Аркадійович (начальник медичної служби) надавали військовослужбовцям Російської Федерації допомогу у захопленні військової частини, у березні 2014 року закликали та підбурювали особовий склад частини перейти на військову службу у Збройні сили РФ. Ці офіцери не прибули до військової частини А2656 (м. Вінниця) у відповідності до директиви Міністерства оборони, а вчинили перехід на бік ворога. Їм інкримінувалася ст.111 КК України — державна зрада.

## Структура
Станом на 2011 рік:
- 1741-й зенітний ракетний дивізіон (С-300ПС);
- 1742-й зенітний ракетний дивізіон (С-300ПС);
- 1743-й зенітний ракетний дивізіон (С-300ПС).

## Командування
- полковник Мільченко Олександр Миколайович (1990—1993)
- полковник Повхович Віктор Михайлович (1993—1997)
- полковник Кукса Сергій Анатолійович (1997—2001)
- полковник Мельник Миколай Віталійович (2001—2002)
- полковник Маркелов Олександр Євгенович (2002—2011)
- полковник Дмитрієв М. П. (2011—2012)
- полковник Задорожній М. М. (2012—2014), перейшов на бік російських окупаційних сил

### Відео
- Звернення військовослужбовців військової частини А3009 до народу України [Архівовано 17 грудня 2019 у Wayback Machine.] // Артур Горошкин, 4 березня 2014
- Винос прапору 05.03.2014 року військова частина А3009 // Артур Горошкин, 5 березня 2014